# Cyamioidea
Cyamioidea zijn een superfamilie uit de superorde Imparidentia.

## Families
- Cyamiidae G.O. Sars, 1878
- Galatheavalvidae Knudsen, 1970
- Sportellidae Dall, 1899